# Schizomyia rivinae
Schizomyia rivinae är en tvåvingeart som beskrevs av Ephraim Porter Felt 1908. Schizomyia rivinae ingår i släktet Schizomyia och familjen gallmyggor.
Artens utbredningsområde är Florida. Inga underarter finns listade i Catalogue of Life.